# Schedocentrus bolivianus
Schedocentrus bolivianus är en insektsart som beskrevs av Max Beier 1960. Schedocentrus bolivianus ingår i släktet Schedocentrus och familjen vårtbitare. Inga underarter finns listade i Catalogue of Life.